# TimeShift
TimeShift è uno sparatutto in prima persona a tema fantascientifico del 2007 sviluppato da Saber Interactive e pubblicato da Sierra Entertainment. È uscito per sistemi Windows oltre che per Xbox 360 e PlayStation 3.

## Trama
In un non precisato futuro, degli scienziati hanno sviluppato due dispositivi per viaggiare nel tempo; uno di questi prototipi, denominato Tuta Alpha (Alpha Suit), viene rubato dal direttore del progetto, il dottor Aiden Krone, che torna indietro nel tempo per cercare di dominare il mondo. Il protagonista, uno scienziato chiamato Tom Swift, recupera la Tuta Beta (Beta Suit), il secondo e più efficiente progetto (non ancora concluso e, quindi non privo di alcuni handicap soprattutto all'inizio del gioco), e parte al suo inseguimento cercando di evitare che il dottor Krone riesca nel suo intento.

## Modalità di gioco
Particolarità del titolo è l'abilità del protagonista di manipolare, per breve periodo, il tempo: è infatti possibile fermarlo, rallentarlo o riavvolgerlo; molti degli enigmi e dei combattimenti sono possibili solo se si usufruisce di questa abilità nel momento giusto. Qualcosa di simile è presente anche nella saga Prince of Persia: Le sabbie del tempo, con una sostanziale differenza: nel titolo Ubisoft il personaggio è coinvolto nella modifica temporale (se il tempo viene riavvolto mentre si sta cadendo, il personaggio torna indietro); in TimeShift, invece, il protagonista non è sottoposto alle modifiche temporali.
Per quanto riguarda il gameplay, il titolo presenta una larga quantità di scontri a fuoco e dei semplici enigmi da risolvere con l'ausilio delle abilità di manipolazione temporale.

### Armi e veicoli
Molte delle armi utilizzabili in TimeShift dispongono di una funzione di fuoco secondarie. Le armi disponibili nel gioco sono le seguenti:
1. Pistola;
2. Carabina KM203 (fucile d'assalto dotato di lanciagranate);
3. Shutter Gun (fucile a pompa);
4. Hell-Fire (mitraglietta capace di sparare colpi incendiari o vampate di fiamme);
5. Cannone al plasma;
6. Fucile da cecchino;
7. Saetta (balestra a dardi esplosivi);
8. Cannone elettromagnetico (dotato di elevatissima potenza di fuoco);
9. Bloodhound (lanciarazzi con la capacità di lanciare quattro missili per volta);
10. Granate.

Sparse in alcune aree di gioco vi sono delle torrette utilizzabili dotate di grande potenza di fuoco.
In alcune sequenza di gioco sarà necessario guidare un quad per procedere nella campagna; il sistema di guida è molto semplice e intuitivo e la visuale sempre in prima persona.

### Livelli di gioco
TimeShift si divide in 23 livelli:
1. Arrivo
2. Di ritorno
3. Nuovo Sangue
4. Infiltrazione
5. Piano Terra
6. Rapina
7. Fuga
8. Spazio Aereo Contestato
9. Meglio Tardi...
10. Punto d'Impatto
11. Liberazione
12. Viaggio
13. Ingresso Forzato
14. Laboratori
15. Richiamo della Fabbrica
16. Sabotaggio
17. Uscita
18. Guida
19. Apriporta
20. La Galleria del Vento
21. Magazzinieri
22. In Viaggio
23. Conseguenze

## Accoglienza
Il sito Spaziogames.it ha premiato TimeShift con voto 8/10 elogiando la grafica, il gameplay e il comparto multiplayer; tra i difetti principali elenca: la linearità del titolo, la trama poco sviluppata e un'intelligenza artificiale dei nemici non eccezionale.
Secondo il sito Multiplayer.it (che gli ha dato 7.7/10) il titolo è macchiato da una scarsa originalità e da una trama lacunosa, mentre ne elogia la grafica, l'audio e la modalità multiplayer.
Secondo Everyeye.it: "gli innegabili pregi del titolo riescono solo in parte a compensare i suoi difetti", è per questo l'ha valutato con un 6/10 ritenendolo comunque "un gioco nella media e un'interessante alternativa per gli appassionati del genere"
Videogames.it ha valutato TimeShift con 3/5.
Su Metacritic il gioco per pc ha un punteggio di 71/100 basato su 30 recensioni, per Ps3 e Xbox360 il punteggio è di 70/100.